# 1991 en photographie
| Années de la photographie : 1988 - 1989 - 1990 - 1991 - 1992 - 1993 - 1994    |
| Décennies de la photographie : 1960 - 1970 - 1980 - 1990 - 2000 - 2010 - 2020 |

Cet article présente les faits marquants de l'année 1991 en photographie.

## Événements
- Création en France du collectif de photographes Tendance floue.
- Création du Musée hongrois de la photographie à Kecskemét[1].
- Ouverture du Centre d'art et de photographie en France, à Lectoure dans le Gers.
- février : création en France à Bordeaux du Musée Goupil - Conservatoire de l'image industrielle qui présente les archives de la maison Goupil & Cie, l'un des plus gros marchands d'art et éditeurs du XIXe siècle ; il conserve 70 000 photographies, dont 4 000 négatifs sur plaque de verre« Images multiples. Un musée pour des milliers de reproductions datant de la fin du dix-neuvième siècle », Le Monde,‎ 20 novembre 1991 (lire en ligne).
- En Afrique du Sud, l'agence photographique Afrapix, fondée en 1982, cesse ses activités.
- Création du magazine annuel français de photographie L'Insensé.
- Le magazine français de photographie Zoom cesse de paraître.
- Le journaliste et galeriste suisse Walter Keller (de) crée la maison d'édition Scalo Verlag spécialisée dans les livres de photographie[2].
- Création de la Technical Image Press Association, association internationale de magazines de photographie.
- Larousse, qui avait acheté le fonds de la Bibliothèque photographique Giraudon en 1953, le vend  à la holding Agence générale d'image (AGI).
- Mai : lancement du Kodak DCS 100 (en), le premier appareil photographique numérique sans film commercialisé[3].
- La firme japonaise Canon commercialise le Canon T60, un appareil photo reflex s’adressant aux photographes amateurs, ainsi que le Canon TS-E 24mm L II, un objectif professionnel à décentrement, grand angle à focale fixe.

## Livres de photographies
- François-Marie Banier, Photographies, Paris, Gallimard et Denoël, 204 p.  (ISBN 2-207-23923-3)[4].
- François Darras, Loges d'acteurs, Paris, Plein cadre, 111 p.  (ISBN 2-9505984-0-4)[5].
- Masahisa Fukase, The Solitude of Ravens: a Photographic Narrative, San Francisco, Bedford Arts[6].
- Hervé Guibert, Vice, photographies de l'auteur, Paris, Éditions Jacques Bertoin. Recueil de courts textes, écrits dans les années 1980, et de 19 photographies[7].
- Sergio Larrain, Valparaiso, textes de Pablo Neruda, Paris, éditions Hazan  (ISBN 2-850-25258-1)[8].

## Études, essais, articles
- Michel Poivert, « La photographie artistique à l’Exposition universelle de 1900 », Histoire de l'art, nos 13-14 « La photographie »,‎ 1991, p. 55-66 (lire en ligne ).

## Expositions
- 25 janvier - 20 mai : Panorama des panoramas, Palais de Tokyo, Paris[9].
- 13 février - 13 mai : Le monde de Proust : photographies de Paul Nadar, Hôtel de Sully, Paris[10].
- 20 février - 13 mai : La Photographie au Bauhaus, Palais de Tokyo, Paris[11].
- 19 mars - 21 avril : Daniel Frasnay. Portraits des jours et de la nuit, Centre photographique d'Île-de-France, Pontault-Combault

puis mai 1991 : Galerie municipale du Château d'eau, Toulouse.
- 7 juin - 5 septembre : La photographie belge, Palais de Tokyo, Paris, organisée par le Centre national de la photographie[12].
- 2 juillet - 25 août : Paul Senn : Künstlerporträts, Kunstmuseum, Berne.
- 15 - 30 juillet : De la théâtralité, photographies de Claude Bricage, Festival d'Avignon[13].
- 25 septembre - 1er décembre : Toward independence : a century of Indonesia photographed, Ansel Adams Center for Photography, San Francisco.
- 2 octobre - 30 novembre : Brancusi : photo réflexion, Galerie Didier Imbert, Paris[14].
- 21 novembre - 18 janvier 1992 : Hill and Adamson's the fishermen and women of the Firth of Forth, Scottish National Portrait Gallery, Édimbourg.
- 21 novembre - 4 avril 1992 : Photographie/sculpture, Palais de Tokyo, Paris[15],[16].
- 4 décembre - 29 février 1992 : William Klein, Galerie Le Réverbère, Lyon[17].
- 7 décembre - 26 janvier 1992 : Florence Henri. Fotografie 1927-1938, Museo Cantonale d'Arte, Lugano[18].
- 12 décembre - 27 janvier 1992 : Gisèle Freund : itinéraires, Musée national d'Art moderne, Centre Georges-Pompidou, Paris[19].
- Uwe Ommer. Femmes de rêve ou rêves de femmes, Espace Art et Culture – Ebel, Bâle.
- Richard Avedon : photographs by the recipient of the Hasselblad prize 1991, Hasselblad Center, Göteborg.
- À l'aube de la photographie en Belgique : Guillaume Claine 1811-1869 et son cercle, commissaires d'exposition Steven F. Joseph et Tristan Schwilden, Musée de la photographie, Charleroi.
- FNAC et sa collection 1968-1991, Galerie municipale du Château d'eau, Toulouse.

## Festivals et congrès photographiques
- 6 juillet - 15 août : 22es Rencontres de la photographie d'Arles La Rencontre des découvertes[20],[21].
- 3e édition du festival Visa pour l'image à Perpignan en France[22].

## Prix et récompenses
- Grand Prix national de la photographie : Raymond Depardon[23].
- Prix Niépce : Jean-Louis Courtinat.
- Prix Nadar à Irving Penn, En passant : mémoires de travail, Paris, Nathan Image, 1991, 300 p.
- Prix Henri-Cartier-Bresson : Josef Koudelka.
- Prix Kodak de la critique photographique : 1er prix : Gilles Teller ; 2e prix : Laurence Chotard.
- Prix Oskar-Barnack : Barry Lewis.
- Prix Erich-Salomon : Robert Lebeck.
- Prix culturel de la Société allemande de photographie : Peter Keetman
- Prix du duc et de la duchesse d'York : Douglas Clark.
- Prix Robert Capa Gold Medal : Christopher Morris (agence Black Star), photographies dans Time du massacre de Vukovar.
- Prix Pulitzer : 
  - Prix Pulitzer de la photographie d'article de fond (Pulitzer Prize for Feature Photography) : William Snyder du Dallas Morning News pour ses photographies d'enfants malades et orphelins vivant dans des conditions inhumaines en Roumanie.
  - Pulitzer Prize for Spot News Photography : Greg Marinovich, Associated Press, pour une série de photographies des militants sud-africains du Congrès national africain tuant un homme qu’ils pensaient être un espion zulu.
- Prix Ansel-Adams : Stephen Trimble.
- Prix W. Eugene Smith : Dario Mitidieri.
- Infinity Awards
  - Prix pour l'œuvre d'une vie : Andreas Feininger.
  - Prix de la publication Infinity Award : Sylvia Plachy, Unguided Tour, New York, Aperture Foundation.
  - Infinity Award du photojournalisme : Antonin Kratochvil.
  - Infinity Award for Art : Duane Michals.
  - Prix de la photographie appliquée : Herb Ritts.
- Prix Higashikawa : photographe étranger : Jan Saudek ; photographe japonais Nobuyoshi Araki ; photographe espoir :	Takako Minoda ; prix spécial : Gen'ichirō Kakegawa.
- Prix Kimura Ihei :Toshio Shibata.
- Prix Ken-Domon : Bishin Jūmonji.
- Prix de la Société de photographie de Tokyo : Yutaka Takanashi et Kurō Doi.
- World Press Photo de l'année : Georges Mérillon pour sa photographie de Nashim Elshani sur son lit de mort au Kosovo, désignée comme La Pietà du Kosovo[24].
- Prix international de la Fondation Hasselblad : Richard Avedon.
- Création du prix Photographe Swiss Press de l'année par la Fondation Reinhardt von Graffenried pour promouvoir le journalisme et la photographie de presse suisse.

## Naissances
- 20 janvier : Rafael Yaghobzadeh, reporter-photographe français.
- 29 juin : Édouard Elias, journaliste et photographe français.

- Date précise inconnue ou non renseignée :
  - Sarah Blesener, photographe documentaire américaine.

## Décès
- 1er mars : Edwin H. Land, inventeur et scientifique américain, qui met au point en 1947 le premier appareil photographique instantané Polaroïd, né le 7 mai 1909.
- 8 mars : Maria Eisner, photographe, éditrice-photo et agent de photographes italo-américaine, née le 8 février 1909.
- 29 mars : Guy Bourdin, peintre et photographe français de mode et de publicité, né le 2 décembre 1928.
- 1er mai : Henryk Ross, photographe polono-israélien, employé comme photographe officiel du ghetto de Łódź à partir de 1940, qui y a pris clandestinement des milliers de clichés qui témoignent de la vie des habitants dans le ghetto, né le 1er mai 1910.
- 7 mai : Harry Meerson, photographe de mode français d'origine polonaise, né le 27 février 1910.
- 15 mai : Kanbei Hanaya, photographe japonais, né le 12 janvier 1903.
- 20 mai : Zofia Chomętowska, photographe polonaise, née le 8 décembre 1902.
- 21 mai : Gaby, photographe québécois, né le 28 janvier 1926.
- 30 juin : Karel Egermeier, photographe français d'origine tchèque, né le 21 janvier 1903.
- 21 novembre : Dmitri Kozlov, photographe russe, né le 21 avril 1904.
- 26 novembre : Władysław Sławny, photographe et photo-journaliste polonais, né le 14 mai 1907.
- 3 décembre : Hedda Morrison, photographe documentaire allemande, active en Chine et en Australie, née le 3 décembre 1908.
- 7 décembre : Chenz, technicien et auteur sur la photographie français, né le 23 janvier 1934.
- 9 décembre : Berenice Abbott, photographe américaine, née le 17 juillet 1898[25].
- 27 décembre : Hervé Guibert, écrivain et journaliste français, photographe et auteur de textes sur ce médium, né le 14 décembre 1955.

## Célébrations
Centenaire de naissance
- George W. G. Allen
- Liu Bannong
- Claudi Carbonell
- Martín Chambi
- Clément Dessart
- Oscar Forel
- Laura Gilpin
- John Heartfield
- Gunnar Lönnqvist
- Gesshū Ogawa
- Kōshirō Onchi
- Jean Reutlinger
- Alexandre Rodtchenko
- Albert Rudomine
- Henry Swift

Centenaire de décès
- Francis Chit
- Louis-Jean Delton
- Georg Emil Hansen
- William Edward Kilburn
- Ferdinand Mulnier
- William Notman
- Joseph Petzval
- John Adams Whipple
- Jules Richard
- John Papillon